# Антон Дальберг
Антон Дальберг (швед. Anton Dahlberg, нар. 2 грудня 1993) — шведський яхтсмен, срібний призер Олімпійських ігор 2020 року.

## Виступи на Олімпіадах
| Олімпіада           | Дисципліна | Місце |
| ------------------- | ---------- | ----- |
| Пекін 2008          | 470        | 15    |
| Лондон 2012         | 470        | 10    |
| Ріо-де-Жанейро 2016 | 470        | 6     |
| Токіо 2020          | 470        | 2     |
| Париж 2024          | 470        | 3     |